# Municipio de Catlin (Illinois)
El municipio de Catlin (en inglés: Catlin Township) es un municipio ubicado en el condado de Vermilion en el estado estadounidense de Illinois. En el año 2010 tenía una población de 3300 habitantes y una densidad poblacional de 25,45 personas por km².

## Geografía
El municipio de Catlin se encuentra ubicado en las coordenadas 40°3′40″N 87°43′30″O / 40.06111, -87.72500. Según la Oficina del Censo de los Estados Unidos, el municipio tiene una superficie total de 129.67 km², de la cual 128.95 km² corresponden a tierra firme y (0.56%) 0.72 km² es agua.

## Demografía
Según el censo de 2010, había 3300 personas residiendo en el municipio de Catlin. La densidad de población era de 25,45 hab./km². De los 3300 habitantes, el municipio de Catlin estaba compuesto por el 98.12% blancos, el 0.7% eran afroamericanos, el 0.12% eran amerindios, el 0.12% eran asiáticos, el 0.03% eran isleños del Pacífico, el 0.03% eran de otras razas y el 0.88% pertenecían a dos o más razas. Del total de la población el 0.79% eran hispanos o latinos de cualquier raza.